# François (prénom)
Pour les articles homonymes, voir François.
Cette page présente le prénom François ainsi que ses variantes.

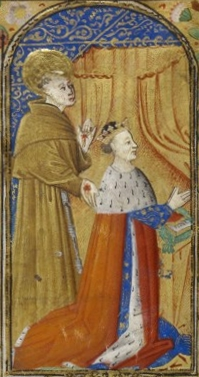
François Ier, duc de Bretagne et premier souverain de ce nom, représenté priant sous le patronage de François d'Assise.

François est un prénom français masculin et une forme ancienne du mot Français, dont il partage l'origine latine et germanique. Le passage du gentilé au nom de baptême est historiquement lié à la canonisation de Francesco Bernardone (Saint François d'Assise), en 1228.

## Étymologie
François est la forme populaire issue du latin médiéval Franciscus (relatif aux Francs), emploi particulier de l'adjectif franciscus, variante de francicus, dérivé de Franci, « Francs »
,.
Franciscus, « relatif à la France », provient lui-même du germanique frankisk et a donné par ailleurs la forme savante Francisque. Il renvoie au bas-latin Francus, nom de peuple emprunté à l'ancien bas-francique frank, qui est aussi un nom commun signifiant « homme libre », d'où provient le français franc, franche.

## Histoire
Si le mot, sous la forme initiale franceis, est attesté en français dès le XIe siècle, son usage comme nom de personne est plus tardif : c'est au XIIIe siècle qu'il apparaît, d'abord sous la forme italienne Francesco, dans certaines régions d'Italie en relations d'échanges avec la France. Il connaît à partir de là une expansion qui reflète celle de la popularité de Francesco Bernardone dit François d'Assise. On sait que celui-ci naquit et fut baptisé Giovanni en l'absence de son père, lequel ne voulait pas de ce prénom : de retour, il fit appeler son fils Francesco, « petit Français », en hommage au pays où il menait de fructueuses affaires et qui était aussi, croit-on, celui de sa femme, Dame Pica. Plus tard, la réputation grandissante du saint surnommé "l'Alter Christus" (l'Autre Christ) et l'influence des Franciscains assurèrent le succès du nom bien au-delà de sa terre natale.
En France, c'est le rayonnement de la culture italienne au XVe siècle qui favorisa son adoption. En moins de cent ans, il se hissa au rang des prénoms les plus courants ; porté par des saints (François de Paule, François Xavier, Jean-François Régis, François de Sales), des souverains (en France comme dans d'autres dynasties européennes : Navarre, Bretagne, Lorraine et Barrois, Toscane, Modène, Transylvanie, Parme, Plaisance et Guastalla, Saint-Empire, Autriche, Deux-Siciles, Liechtenstein), des écrivains (Villon, Rabelais, Malherbe, La Rochefoucauld, Fénelon, Voltaire, Chateaubriand), des musiciens (Couperin ou en Autriche Schubert, Liszt), des peintres (Hals,Boucher), des hommes politiques (Arago, Mitterrand, Hollande, Loncle, Copé, Baroin, Bayrou) et dernièrement, en hommage au grand saint, le cardinal argentin Bergoglio, élu pape en 2013 a choisi de se faire appeler François[réf. nécessaire].
Au XVe siècle, la graphie François est commune au gentilé et au nom de personne, qui se prononcent encore tous deux [fʁɑ̃.swɛ] (« fransouè »). Mais pour le premier et suivant une tendance globale et ancienne dans l'usage populaire, la prononciation [fʁɑ̃.sɛ] (« fransè »), qui se diffuse particulièrement à partir du XVIe siècle, tend au XVIIe siècle à prévaloir et devient au XVIIIe siècle d'usage général. Parallèlement le prénom conserve la prononciation antérieure qui devient [fʁɑ̃.swa] (« fransoua ») à la fin du XVIIIe siècle. Ces évolutions divergentes se traduiront tardivement dans l'écriture : ce n'est qu'avec la réforme de l'orthographe appliquée à partir de l'édition de 1835 du dictionnaire de l'Académie française que l'on pourra distinguer, à l'écrit comme à l'oral, Français et François.

## Occurrence
Le prénom François est attribué sans interruption du XVe siècle au XXe siècle. Répandu à partir du XVIIe siècle et souvent classé parmi les trois ou quatre prénoms les plus fréquemment attribués, il n'est en repli que depuis les années 1980, sans pour autant disparaître, demeurant un choix classique.
Selon les chiffres de l'Insee, en 2020, environ 214 696 Français portent ce prénom. Son année record d'attribution est 1963 avec 5 828 naissances. 2022 a vu naître 99 François.

## Fête et saint patron
François d'Assise (mort en 1226), fondateur de l'ordre des Frères mineurs , est canonisé dès 1228, par le pape Grégoire IX. Il est fêté le 4 octobre.

## Variantes

### En langue française
- Francis, forme usuelle en anglais et également bien établie en français.
- Francisque, forme savante du prénom.
- Frantz, transcription française de la forme allemande Franz.
- Francie et Françoise[1].

Remarque : Franck, directement formé sur la racine germanique Frank, est un prénom apparenté et non une variante.

### Dans d'autres langues
- Francwès - wallon (diminutif Chwès)
- Ferenc - hongrois
- Ffransis - gallois
- Francés - occitan
- Francesc - catalan (diminutif Xesc ou Cesc)
- Francesco - italien (diminutifs Ceccardo, Cecchino, Cecco, Cesco, Checco, Chicchino, Chicco, Chino, Ciccillo, Ciccio, Cino, Cisco)
- Francescu - corse (diminutif Francè, Ceccè, Ceccu, Cè)
- Francho - aragonais
- Francis - anglais (diminutif Fran)
- Francisc - roumain
- Francisco - espagnol (diminutifs Arro, Chicho, Chico, Cisco, Curro, Farruco, Fran, Francho, Frasco, Kiko, Pachi, Pachito, Pacho, Paco, Pancho) ; portugais (diminutifs Chico, Quico, Xico)
- Franciscus - latin
- Frančišek - slovène
- Francisko - espéranto
- Francisks - letton
- Francet, Françoes - poitevin
- Franciszek - polonais
- Frangag - écossais
- Franjo, Frano, Frane - croate, serbe
- Frans - danois, islandais, norvégien, suédois (variante Franciskus) ; finnois, néerlandais (variante Franciscus)
- Fransesch - piémontais (diminutifs Ceco, Cichin)
- Frañsez - breton (diminutifs Fañch, Fañchig, Saig, Soaig)
- František - slovaque, tchèque
- Frantziscu - sarde
- Frantzisko, Pantxoa - basque (diminutif Patxi)
- Franz, Franziskus - allemand
- Pranciškus - lituanien
- Proinsias, Proinnsias - irlandais
- Ransu - finnois
- Frantseï - valaisan

### Prénoms composés
François entre dans plusieurs prénoms composés, parmi lesquels :
- François-Régis (voir saint Jean-François Régis) ;
- François-Xavier (voir saint François Xavier) ;
- Jean-François ;
- Pierre-François.
- François-Ferdinand
- François-Joseph
- François-Marie
- François-Philippe
- Frédéric-François
- François-Marc

## Personnalités portant ce prénom

### Autres
Pour l'ensemble des articles sur les personnes portant ce prénom, consulter la liste générée automatiquement.

### Saints et Bienheureux chrétiens
- Franz Jägerstätter (1907-1943), Autrichien, résistant au nazisme et opposé à l'Anschluss

### Pape

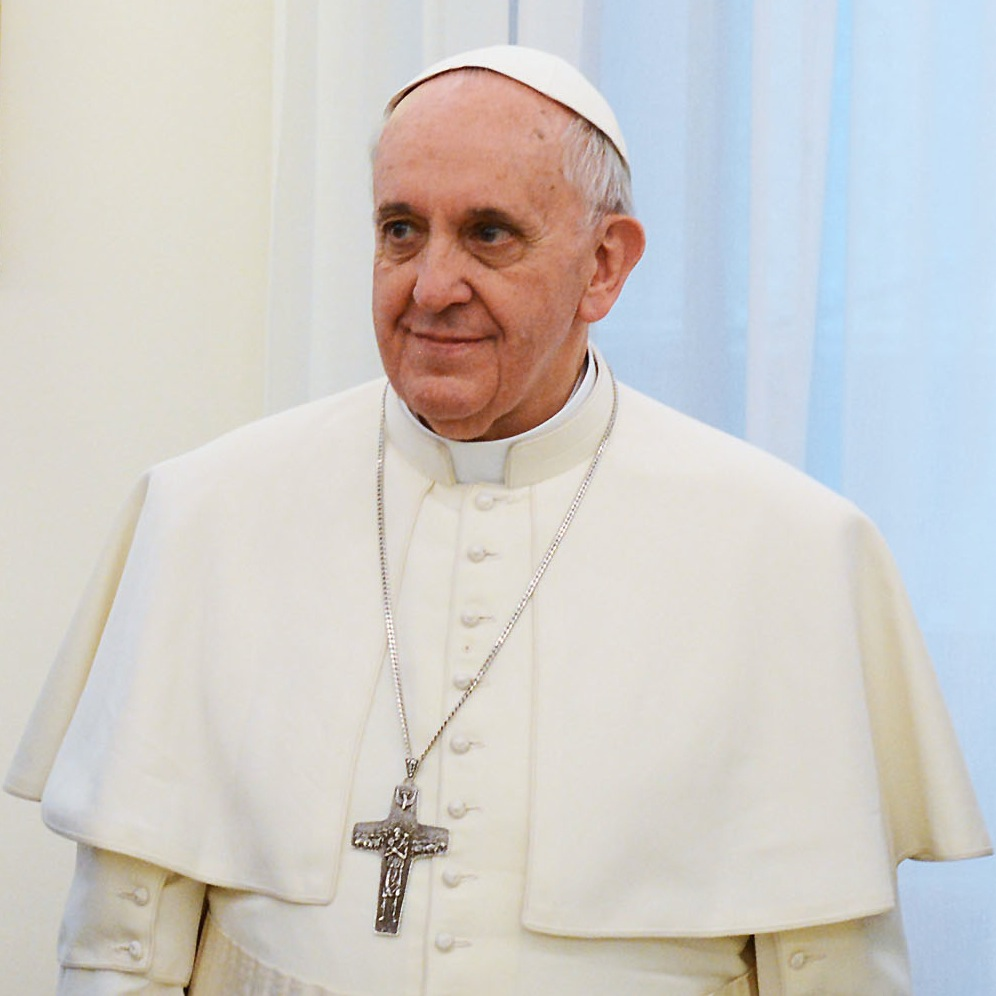
François, pape (2013).

### Souverains et seigneurs
- Maison d'Autriche
  - Maximilien-François d'Autriche (1756-1801), archevêque-électeur de Cologne
  - François-Charles d'Autriche (1802-1878), père de l'empereur-roi François-Joseph Ier d'Autriche;
  - François-Ferdinand d'Autriche (1863-1914), archiduc héritier d'Autriche-Hongrie (1896-1914)
- Maison de Bavière
  - François de Bavière, actuel héritier du trône de Bavière
- Maison de Saxe
  - François-Josias de Saxe-Cobourg-Saalfeld (1697-1764), duc de Saxe-Cobourg-Saalfeld ;
  - François de Saxe-Cobourg-Saalfeld (1750-1806), duc de Saxe-Cobourg-Saalfeld.
- Maison de Bourbon
  - François d'Assise de Bourbon (1822-1902), prince-consort d'Espagne
  - François de Bourbon 
  - François de Paule de Bourbon
- Maison de Mecklembourg
  - Frédéric-François Ier de Mecklembourg-Schwerin
  - Frédéric-François II de Mecklembourg-Schwerin
  - Frédéric-François III de Mecklembourg-Schwerin
  - Frédéric-François IV de Mecklembourg-Schwerin
  - Frédéric-François V de Mecklembourg-Schwerin

## Personnalités portant ce prénom comme pseudonyme ou nom de maître anonyme
- Maître François (actif 1462-1480), enlumineur français.